# Sönke Neitzel

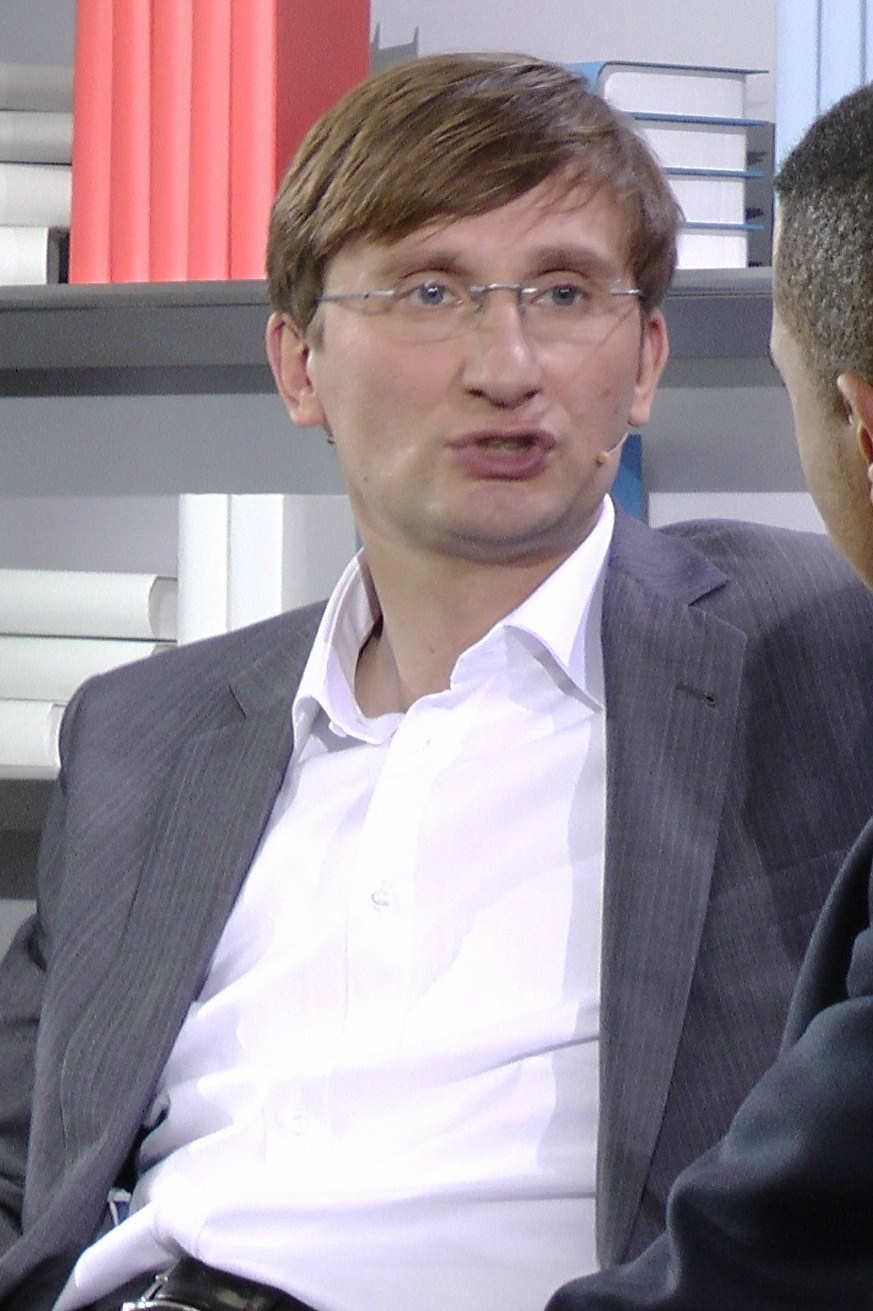
Sönke Neitzel (2011)

Sönke Neitzel (* 26. Juni 1968 in Hamburg) ist ein deutscher Historiker mit dem Schwerpunkt Militärgeschichte. Von 2011 bis 2012 war er Professor für Modern History an der University of Glasgow und von 2012 bis 2015 für International History an der London School of Economics. Seit 2015 ist er Lehrstuhlinhaber für Militärgeschichte / Kulturgeschichte der Gewalt am Historischen Institut der Universität Potsdam und damit der derzeit einzige Professor für Militärgeschichte in Deutschland.

## Werdegang
Neitzel wuchs im Rhein-Main-Gebiet auf und absolvierte das Abitur an der Claus-von-Stauffenberg-Schule in Rodgau-Dudenhofen. In den Jahren 1987 und 1988 leistete er Grundwehrdienst, in dem er nach seiner allgemeinen Grundausbildung für eine Tankstelle („ortsfeste Unterflurtankanlage“) in Hofgeismar verantwortlich war.
Anschließend studierte er an der Johannes Gutenberg-Universität Mainz im Hauptfach Mittlere und Neuere Geschichte sowie Publizistik und Politikwissenschaft in den Nebenfächern. Er wurde 1994 bei Winfried Baumgart zum Dr. phil. promoviert. Seine Dissertation trägt den Titel Der Einsatz der Luftwaffe über dem Atlantik und der Nordsee 1939–1945 und wurde 1996 mit dem Werner-Hahlweg-Preis für Militärgeschichte und Wehrwissenschaften (3. Preis) ausgezeichnet.
Ab Oktober 1994 war Neitzel als wissenschaftlicher Mitarbeiter am Historischen Seminar der Universität Mainz tätig. Neitzel habilitierte sich am 18. Dezember 1998 mit der Habilitationsschrift Die Weltreichslehre im späten 19. und frühen 20. Jahrhundert und lehrte danach als Privatdozent. Ab Juli 1999 war Neitzel Hochschuldozent auf Zeit. In dieser Zeit war er von Oktober bis Dezember 2001 als Visiting Lecturer am Department of History der Universität Glasgow tätig. Im Sommersemester 2002 vertrat Neitzel eine Professur für Zeitgeschichte sowie in den Wintersemestern 2003/04 und 2004/05 eine Professur für Neueste Geschichte an der Johannes Gutenberg-Universität Mainz. Obwohl Neitzel im Oktober 2003 einen Ruf an die Universität Glasgow als Lecturer for British History and History of War erhalten hatte, blieb er in Mainz und wurde dort am 17. März 2005 zum außerplanmäßigen Professor ernannt. Im Wintersemester 2006/07 folgte er einem Lehrauftrag an die Universität Karlsruhe. Seit März 2008 war Neitzel Akademischer Rat auf Zeit an der Universität Mainz.
Im Sommersemester 2008 nahm er einen Lehrauftrag an der Universität Bern an, wo er im Wintersemester desselben Jahres auch die Vertretung des Lehrstuhls für Neueste Geschichte übernahm (Ordinariat Stig Förster). 2010 war er Senior Fellow am Kulturwissenschaftlichen Institut Essen und Lehrstuhlvertreter der Professur für westeuropäische Geschichte an der Universität des Saarlandes in Saarbrücken. Zum Wintersemester 2011/12 folgte er einem Ruf an die University of Glasgow auf eine Professur für Modern History. 2012 nahm er einen Ruf an die London School of Economics auf einen Lehrstuhl für International History an. Seit dem Wintersemester 2015/2016 ist Neitzel Nachfolger von Bernhard R. Kroener auf dem Lehrstuhl für Militärgeschichte/Kulturgeschichte der Gewalt am Historischen Institut der Universität Potsdam. Ebendort ist seit dem WS 2016/17 der Masterstudiengang War and Conflict Studies (in der Nachfolge von Military Studies) angesiedelt.
Neitzel ist Mitglied des Arbeitskreises Militärgeschichte e. V. und saß von 2003 bis 2015 im Vorstand des Vereins, als dessen Zweiter Vorsitzender er von 2006 bis 2015 amtierte. Er ist oder war ferner Mitglied der Deutschen Kommission für Militärgeschichte, des Deutschen Komitees für die Geschichte des Zweiten Weltkrieges, der Preußischen Historischen Kommission, der Ranke-Gesellschaft, des Netzwerks Wissenschaftsfreiheit und des Verbandes der Historiker Deutschlands.
Außerdem arbeitete er in den Beiräten folgender Institutionen mit: Clausewitz-Gesellschaft, Volksbund Deutsche Kriegsgräberfürsorge (seit 2011 Mitglied, seit 2016 Vorsitzender des Wissenschaftlichen Beirats), Gedächtnis der Nation und Deutsche Gesellschaft für Schiffahrts- und Marinegeschichte. Außerdem ist er Vorsitzender der Bewertungskommission des Förderpreises für Militärgeschichte und Militärtechnikgeschichte. Er ist externer Berater des Beirates des Studiengangs Master of Intelligence and Security Studies.
Seit September 2006 ist Neitzel mit Gundula Bavendamm, der Direktorin der Stiftung Flucht, Vertreibung, Versöhnung, verheiratet.

## Wirken

### Autor, Gutachter, Fachberater
Neitzel ist Autor und Herausgeber zahlreicher wissenschaftlicher Beiträge über Deutsche Geschichte, insbesondere Militärgeschichte der ersten Hälfte des 20. Jahrhunderts. Seine Forschungsschwerpunkte sind die Geschichte des Hochimperialismus und das Zeitalter der Weltkriege.
Internationale Aufmerksamkeit erlangte Sönke Neitzels Buch Abgehört. Deutsche Generäle in britischer Kriegsgefangenschaft 1942–1945 (2005, englische Ausgabe 2007: Tapping Hitler’s generals: transcripts of secret conversations, 1942–45), in dem er Mitschnitte von Gesprächen hochrangiger deutscher Soldaten veröffentlichte, die als Kriegsgefangene in Trent Park bei London inhaftiert waren. Die Abhörbänder ermöglichen Einblicke in die Gedankenwelt der Wehrmachts-Offiziere.
In Deutschland noch stärkere Beachtung fand das 2011 erschienene Nachfolgeprojekt Soldaten, das Auswertungen der in amerikanischen Kriegsgefangenenlagern belauschten Gespräche von Wehrmachtssoldaten sämtlicher, auch niederer Rangebenen enthält, die sich u. a. über den „Spaß am Töten“ unterhielten und ihre Beteiligung an Kriegsverbrechen offenbarten. Neitzel und sein Mitautor Harald Welzer ziehen zur Bewertung auch Erlebnisse von Soldaten im Vietnamkrieg und im Irakkrieg sowie den Völkermord in Ruanda vergleichend heran, um das Phänomen der Verrohung und Bereitschaft zu Grausamkeiten unter Kriegsteilnehmern zu zeigen und zugleich die Besonderheiten des nationalsozialistischen Vernichtungskrieges herauszuarbeiten.
Beide Arbeiten werden als endgültige Widerlegung des Mythos der „sauberen Wehrmacht“ bewertet, da sie breites Mitwissen und Beteiligung auch hochrangiger deutscher Soldaten des Zweiten Weltkriegs an Kriegsverbrechen und Holocaust vor allem an den Kriegsschauplätzen der Ostfront durch authentische Selbstzeugnisse belegen. Auch Aussagen der Autoren zur Gewalt werden herausgestellt wie die Feststellung, dass sich Soldaten schnell an brutalste Gewalt gewöhnen, wobei Ideologien keine entscheidende Rolle spielen. So ähnelten Aussagen von Wehrmachtssoldaten, die Kinder als potentielle „Feinde“ töteten, denen von US-Soldaten im Vietnamkrieg. Neitzel und Welzer schlussfolgern: „Gewalt wird, wenn die kulturellen und sozialen Situationen es als sinnvoll erscheinen lassen, von buchstäblich allen Personengruppen angewandt. […] Menschen töten aus den verschiedensten Gründen. Soldaten töten, weil das ihre Aufgabe ist.“
Im Zuge der Debatten im Vorfeld der zweiten Änderung des 1998 beschlossenen Gesetzes zur Aufhebung nationalsozialistischer Unrechtsurteile in der Strafrechtspflege, das bereits seit seiner ersten Änderung im Jahr 2002 grundsätzlich auch für wegen Fahnenflucht verurteilte Deserteure der Wehrmacht gilt, nahm Neitzel als Gutachter der CDU/CSU- und FDP-Bundestagsfraktionen zusammen mit Rolf-Dieter Müller, dem damaligen Wissenschaftlichen Direktor am Militärgeschichtlichen Forschungsamt, an der Anhörung vor dem Rechtsausschuss des Deutschen Bundestages vom 5. Mai 2008 teil und sprach sich wie Müller gegen eine pauschale Rehabilitierung der im Zweiten Weltkrieg wegen „Kriegsverrats“ nach § 57 Militärstrafgesetzbuch abgeurteilten Deserteure und Überläufer ohne Einzelfallprüfung aus, wie sie die Linksfraktion 2006 beantragt hatte. Die Gutachter waren der Meinung, es sei nicht auszuschließen, dass noch unentdeckte Urteile wegen dieses Tatbestands existieren, die möglicherweise nicht als Unrechtsurteile zu bewerten seien. Im Jahr darauf wurde das Gesetz dennoch geändert, diesmal jedoch auf Antrag der Regierungskoalition. Seitdem ist zur Aufhebung von Urteilen der NS-Militärjustiz wegen „Kriegsverrats“ keine Einzelfallprüfung mehr erforderlich.
Als Fachberater ist Neitzel seit 1996 auch regelmäßig für Redaktionen von historischen Fernsehdokumentationen tätig, vorwiegend für Guido Knopps ZDF-Redaktion Zeitgeschichte beziehungsweise die Sendungsreihe ZDF-History, aber auch für ARD und n-tv sowie für die Hessische und Bayerische Landeszentrale für politische Bildungsarbeit. Er war als historischer Berater u. a. für die Filmproduktionen Stauffenberg – Die wahre Geschichte (2009), Rommel (2012) und Unsere Mütter, unsere Väter (2013) tätig. Er war Gesprächspartner für die zwölfteilige Serie Der Zweite Weltkrieg (2018), bei der Nina Adler und Hendrik Behrendt Regie führten und die 2019 auf ZDFinfo ausgestrahlt wurde. Er ist außerdem Mitglied im Advisory Editorial Board der militärhistorischen Fachzeitschrift War in History.
Sein Buch Soldaten. Protokolle vom Kämpfen, Töten und Sterben (gemeinsam mit Harald Welzer) war im Mai 2011 auf Platz 1 und im Juli 2011 auf Platz 5 der Sachbücher des Monats.
Im Buch Blutige Enthaltung. Deutschlands Rolle im Syrienkrieg (2021) kritisiert Neitzel (gemeinsam mit Bastian Matteo Scianna) die deutsche Zurückhaltung beim Eingriff in blutige Konflikte wie Syrien und Libyen. Die deutsche Haltung bestehe in leeren Worthülsen und in der Hoffnung, dass sich alles irgendwie von selbst lösen möge. Neitzel spricht sich für die Wiedereinführung der Wehrpflicht in Deutschland aus.

### „Deutsche Krieger“
2020 legte Neitzel mit dem Titel Deutsche Krieger: Vom Kaiserreich zur Berliner Republik – eine Militärgeschichte ein Buch vor, in dem er das Selbstverständnis von Soldaten über die Jahrzehnte nach Kontinuitäten und Brüchen untersuchte. Das Werk wurde breit rezipiert und als Brückenschlag zwischen historischer Forschung und aktuellen Debatten gewertet. „Es ist erstaunlich, wie sicher Sönke Neitzel die deutsche Militärgeschichte seit 1871 auf dem mitunter äußerst schmalen Grat zwischen Verdammung und Verherrlichung durchschreitet. Die ‚deutschen Krieger‘ sind weder der ‚Stolz der Nation‘ noch stets ‚Mörder‘ und auch heute viel mehr als globale Sozialarbeiter“, schrieb Sven Felix Kellerhoff in der Welt. Die Rheinische Post hob die vertiefte Quellenarbeit Neitzels hervor. Der Literaturkritiker Denis Scheck bemerkte im Berliner Tagesspiegel die „erstaunlichen Kontinuitäten“, die Neitzel verdeutliche, und bezeichnete Deutsche Krieger als Grundlagenwerk, aus dem er „am meisten über mein Land“ gelernt habe.
Laut Julia Encke rückt Neitzel „die reale oder potentielle Erfahrung vom Kämpfen, Töten und Sterben ins Zentrum seines Buchs, die Streitkräfte fundamental von anderen gesellschaftlichen Gruppen unterscheidet“. Dieses Erleben schaffe Verbindungen auch über die politischen Brüche hinweg. Neitzel gelang es, Zugang zu über 200 aktiven Soldaten zu erhalten, die ihm von ihren Erfahrungen berichteten und sich teilweise zitieren ließen. Auf dieser Grundlage schrieb er, „dass inoffiziell schon seit 1991 rund 200 bis 300 Bundeswehrsoldaten als Freiwillige im jugoslawischen Bürgerkrieg kämpften. Insbesondere aus den Garnisonen in Süddeutschland fuhren viele Männer auf ein verlängertes Wochenende oder im Urlaub an die Front, um Kampferfahrung zu sammeln. Das war zwar illegal, wurde von den Vorgesetzten in vielen Fällen aber gedeckt, da man die Eigeninitiative als wertvolle Bereicherung der Gefechtsausbildung betrachtete.“
Für den Historiker Wolfram Wette, selbst viele Jahre am Militärgeschichtlichen Forschungsamt der Bundeswehr tätig, pflegt Neitzel in seinem Buch das Narrativ vom jeden politisch-historischen Hintergrund und Kontext ausblendenden Soldaten als bloßer „Krieger“. Zweifel am Kriegshandwerk oder Traumatisierungen blende Neitzel aus, die Literaturauswahl sei fragwürdig. So werde der schwer NS-belastete Autor Paul Carell mit fünf Buchtiteln seiner Nachkriegsbestseller angeführt, Fehlanzeige herrsche hingegen beim wichtigen Werk Carl Friedrich von Weizsäckers über Kriegsfolgen und Kriegsverhütung von 1971. Statt das im Anschluss an Weizsäcker in der Gesellschaft dominierende Leitbild vom „Ernstfall Frieden“ bediene der „Bellizist und Revisionist“ Neitzel mit einer „wissenschaftlich eingefärbte[n] Krieger-Nostalgie“, die Rede vom „Ernstfall Krieg“.
Unter der Überschrift „Loblied auf den archaischen Kämpfer“ kritisierte Johannes Klotz in der Tageszeitung nd, dass Neitzel sich mit diesem Buch vom Leitbild des Soldaten als „Bürger in Uniform“ weitgehend gelöst habe. In seiner Kritik bezieht sich Klotz nicht nur auf den Inhalt des Buches, sondern zitiert Neitzel auch aus einer Radiosendung mit Jörg Thadeusz: „Wir brauchen Soldaten als Kämpfer und Krieger, müssen das Kriegshandwerk wieder lernen.“ Dabei habe Neitzel zwar eingeräumt, dass die Verbrechen der Wehrmacht nicht traditionsbildend sein könnten, abgesehen davon aber in allen Kriegen Verbrechen geschehen.
Einer sehr grundlegenden Kritik unterzieht Eckart Conze das Buch von Neitzel. Der Marburger Historiker bemängelt, dass den von Neitzel präsentierten soldatischen Ego-Dokumenten „kein substantielles Quellenkorrektiv“ gegenübergestellt werde, was nicht unproblematisch sei, da etwa Verbrechen der Wehrmacht im Zweiten Weltkrieg von den Beteiligten als „vermeintliche Kriegsnotwendigkeit“ marginalisiert würden. Conze weist zudem darauf hin, dass Neitzel – entgegen seinem eigenen Anspruch – das Sterben im Krieg (von Soldaten und Zivilisten) weitgehend ausblende und auch das Elend des Krieges kaum thematisiere. Conze schreibt, in dem Werk verberge sich eine Agenda, die er „im Ziel einer Militärpolitik und einer Militärgeschichtsschreibung ohne normativen Friedensbezug“ erblickt.

## Schriften (Auswahl)

### Monografien
- Die deutschen Ubootbunker und Bunkerwerften. Bau, Verwendung und Bedeutung verbunkerter Ubootstützpunkte in beiden Weltkriegen. Bernard & Graefe, Koblenz 1991, ISBN 3-7637-5823-2.
- Der Einsatz der deutschen Luftwaffe über dem Atlantik und der Nordsee 1939–1945. Mit einem Geleitwort von Jürgen Rohwer. Bernard & Graefe, Bonn 1995, ISBN 3-7637-5938-7 (Dissertation, Universität Mainz, 1995, 287 Seiten).
- Weltmacht oder Untergang, die Weltreichslehre im Zeitalter des Imperialismus. Mit einem Geleitwort von Winfried Baumgart. Schöningh, Paderborn u. a. 2000, ISBN 3-506-76102-1 (Habilitationsschrift, Universität Mainz, 1999, 453 Seiten).
- Kriegsausbruch. Deutschlands Weg in die Katastrophe 1900–1914. Pendo, München u. a. 2002, ISBN 3-85842-550-8.
- Blut und Eisen. Deutschland und der Erste Weltkrieg. Pendo, Zürich 2003, ISBN 3-85842-448-X.
- Abgehört. Deutsche Generäle in britischer Kriegsgefangenschaft 1942–1945. Propyläen, Berlin 2005, ISBN 978-3-549-07261-5.
  - Taschenbuchausgabe: 8. Auflage, List, Berlin 2007, ISBN 978-3-548-60760-3.
- Weltkrieg und Revolution, 1914–1918/19 (= Deutsche Geschichte im 20. Jahrhundert. Band 3). be.bra, Berlin 2008, ISBN 978-3-89809-403-0.
- mit Harald Welzer: Soldaten. Protokolle vom Kämpfen, Töten und Sterben. S. Fischer, Frankfurt am Main 2011, ISBN 978-3-10-089434-2.
- Deutsche Krieger: Vom Kaiserreich zur Berliner Republik – eine Militärgeschichte. Propyläen, Berlin 2020, ISBN 978-3-549-07647-7.[25][28]
- mit Bastian Matteo Scianna: Blutige Enthaltung. Deutschlands Rolle im Syrienkrieg. Herder, Freiburg u. a. 2021, ISBN 978-3-451-07343-4.
- Die Bundeswehr. Von der Wiederbewaffnung bis zur Zeitenwende. C. H. Beck, München 2025, ISBN 978-3-406-83051-8.

### Herausgeberschaften
- 1900. Zukunftsvisionen der Großmächte. Schöningh, Paderborn u. a. 2002, ISBN 3-506-76103-X.
- mit Daniel Hohrath: Kriegsgreuel. Die Entgrenzung der Gewalt in kriegerischen Konflikten vom Mittelalter bis ins 20. Jahrhundert (= Krieg in der Geschichte. Band 40). In Verbindung mit dem Arbeitskreis Militärgeschichte. Schöningh, Paderborn u. a. 2008, ISBN 978-3-506-76375-4.
- Preußen und Europa (= Schriftenreihe des Preußeninstituts, Heft 10). Preußeninstitut, Remscheid 2001, ISBN 3-933421-03-9.
- mit Wolfgang Elz: Internationale Beziehungen im 19. und 20. Jahrhundert. Festschrift für Winfried Baumgart zum 65. Geburtstag. Schöningh, Paderborn u. a. 2003, ISBN 3-506-70140-1.
- mit Bernd Heidenreich: Medien im Nationalsozialismus. Schöningh, Paderborn 2010, ISBN 978-3-506-76710-3.
- mit Bernd Heidenreich: Das Deutsche Kaiserreich 1890–1914. Schöningh, Paderborn u. a. 2011, ISBN 978-3-506-77168-1.
- mit Harald Welzer, Christian Gudehus: „Der Führer war wieder viel zu human, viel zu gefühlvoll“. Der Zweite Weltkrieg aus der Sicht deutscher und italienischer Soldaten. S. Fischer, Frankfurt 2011, ISBN 978-3-596-18872-7.
- mit Simon Ball, Philipp Gassert und Andreas Gestrich: Cultures of Intelligence in the Era of the World War. Oxford University Press, Oxford 2020 (= Studies of the German Historical Institute, London).

## Theater
- Soldaten. Protokolle von Kämpfen, Töten und Sterben. Szenische Aufführung, Regie: Thomas Dannemann, Schauspiel Hannover, UA: September 2013.